# Cascada Abshir Ata
Cascada Abshir Ata es una reserva geológica en el río Abshir Say en el distrito de Nookat en la provincia de Osh en Kirguistán. Fue establecida en 1975. La cascada es está vinculada a un río subterráneo. El agua cae en cascada en dos pasos (de 15 m y 12 m respectivamente) a través de una cueva de 1,5 m en un acantilado.